# Christoph Grienberger
Christoph (Christophorus) Grienberger (también escrito Gruemberger, Bamberga, Bamberger, Banbergiera, Gamberger, Ghambergier, Granberger, o Panberger) (2 de julio de 1561-11 de marzo de 1636) fue un jesuita matemático y astrónomo austriaco.

## Biografía
Grienberger nació en Hall in Tirol en 1580. Tras ingresar en la Compañía de Jesús, estudió en Praga y Viena, y posteriormente sucedió a su tutor, Cristóbal Clavio como profesor de matemáticas en el Collegio Romano en 1612.
En 1610, las altas instancias de la iglesia católica dieron la espalda a Grienberger (así como a Clavio, Paolo Lembo, y Odo Van Maelcote, los otros matemáticos del Collegio Romano), por sus opiniones acerca de los nuevos fenómenos que Galileo había descubierto con su telescopio. Grienberger simpatizaba con la teoría del movimiento de Galileo, pero fue consultado por Claudio Acquaviva (General de la Compañía de Jesús) para defender el punto de vista aristotélico del universo. 
Grienberger no fue un autor muy prolífico (a lo largo de su vida, su nombre solo estuvo ligado a un delgado volumen de cartas estelares y un conjunto de tablas trigonométricas), pero en su correspondencia dejó testimonio de su actividad de revisión y evaluación de los trabajos de muchos otros autores. Como censor técnico de todos los trabajos matemáticos escritos por autores jesuitas, Grienberger envió a menudo a los autores sus propias correcciones y cálculos, recomendando que se incorporaran a los trabajos antes de ser publicados. Muchos contemporáneos suyos reconocen su deuda con él. Mario Bettinus, autor de Apiaria Universae Philosophiae Mathematicae, una colección enciclopédica de curiosidades matemáticas, incluye en este texto la declaración siguiente: "Me he beneficiado, lector mío, de la mente e industria del muy sabio y hombre extremadamente modesto, Grienberger, quien, habiendo descubierto muchas cosas maravillosas por él mismo, prefiere dejar para otros sus invenciones y los elogios de otras personas".
Giuseppe Biancani también mantuvo correspondencia con Grienberger, con quien comentó sus dudas acerca de la aseveración de Galileo de que había montañas en la luna.
Sus clases de astronomía también sirvieron para preparar a otros jesuitas para su trabajo misionero en China. También trabajó en el campo de la óptica.
Grienberger está enterrado en Roma.

## Eponimia
- El cráter lunar "Gruemberger" lleva este nombre en su memoria.